# Ion Baciu
Ion Baciu (Tunari, Rumania, 12 de mayo de 1944) es un deportista rumano retirado especialista en lucha grecorromana donde llegó a ser subcampeón olímpico en México 1968.

## Carrera deportiva
En los Juegos Olímpicos de 1968 celebrados en México ganó la medalla de plata en lucha grecorromana estilo peso gallo, tras el luchador húngaro János Varga (oro) y por delante del soviético Ivan Kochergin (bronce).